# Copa Sanwa Bank de 1996
A Copa Sanwa Bank de 1996 foi a terceira edição desta competição de futebol. Foi disputada entre o Yokohama Marinos, campeão da J. League em 1995 , e o IFK Göteborg, campeão do Campeonato Sueco de Futebol de 1995. O IFK Göteborg foi único clube europeu a disputar este torneio.
Esta edição contou com o segundo maior público de todas as edições da Copa Sanwa Bank: mais de 28 mil espectadores assistiram a partida no estádio Nacional de Tóquio.

## Participantes
| Yokohama Marinos |  | Campeão da J. League: 1995                   |
| IFK Göteborg     |  | Campeão do Campeonato Sueco de Futebol: 1995 |

## Final
| 2 de março de 1996 | Yokohama F. Marinos | 1 - 1 (5 - 3 G.P.) | Göteborg | Estádio Nacional de Tóquio, Tóquio (Japão) |
|                    |                     |                    |          | Público: 28,113                            |

| Yokohama Marinos | IFK Göteborg |

| YOKOHAMA MARINOS: |  |
|                   |  |
| G                 |  |
| LD                |  |
| Z                 |  |
| Z                 |  |
| LE                |  |
| V                 |  |
| V                 |  |
| M                 |  |
| M                 |  |
| A                 |  |
| A                 |  |
| Substituição:     |  |
| Treinador:        |  |

| IFK GÖTEBORG: |  |
|               |  |
| G             |  |
| LD            |  |
| Z             |  |
| Z             |  |
| LE            |  |
| V             |  |
| V             |  |
| M             |  |
| M             |  |
| A             |  |
| A             |  |
| Substituição: |  |
| Treinador:    |  |

| Copa Sanwa Bank 1996               |
| ---------------------------------- |
| 'IFK Göteborg' Campeão (1º título) |